# Anthony Wong Chau-sang
Anthony Wong Chau-sang, nato Anthony Perry (cinese tradizionale: 黃秋生; cinese semplificato: 黄秋生; pinyin: Huáng Qiūshēng; cantonese: wong4 cau1 sang1; Hong Kong, 2 settembre 1961), è un attore, sceneggiatore e regista hongkonghese, vincitore di diversi premi agli Hong Kong Film Awards.

## Biografia
Nato da padre britannico e madre cinese, Anthony ha adottato il cognome della madre dopo l'abbandono della famiglia da parte del padre, quando il piccolo aveva solo quattro anni. La sua carriera ha avuto avvio in un programma di formazione professionale del canale televisivo ATV, successivamente al quale si è iscritto all'Accademia di Arti Performative di Hong Kong. A causa della sua etnia per metà caucasica molto apparente durante i primi anni della sua carriera, iniziò ad essere considerato alla stregua di "uno straniero" dagli abitanti di Hong Kong e quindi subì una certa discriminazione, che si andò a mano a mano affievolendo con il corso degli anni.
Da ormai più di 20 anni Anthony Wong lavora nel cinema di Hong Kong, venendo considerato un veterano. Ha interpretato moltissimi ruoli diversi, tuttavia è ricordato in occidente soprattutto per i ruoli di antagonista. La sua fama, in patria ma soprattutto all'estero, è dovuta a film quali Hard Boiled, The Heroic Trio e il suo sequel, e l'horror vincitrice di un Golden Horse The Untold Story, nel quale ha interpretato un serial killer realmente esistito che cucinava baozi con la carne delle proprie vittime. È stato proprio causa del razzismo presente nell'ambiente cinematografico asiatico, che ad Anthony Wong Chau-sang sono stati sempre affibbiati i ruoli del cattivo.
Nel 1994 ha fatto diverse apparizioni significative, delle quali una nel dramma d'azione Rock n' Roll Cop, una nel ruolo del nemico Tai Fei nella trilogia Young and Dangerous e più tardi nel ruolo di Chan Ho Nam, amico di Ekin Cheng. L'anno successivo Wong Chau-sang ha debuttato come regista, nel film The New Tenant. Riprendendo la recitazione davanti alle telecamere, piuttosto che dietro, ha poi interpretato due ruoli di supporto di successo in The Medallion (2003) ed Infernal Affairs (2002), quest'ultimo seguito da un prequel (Infernal Affairs 2) nel quale l'attore ha ripreso il suo ruolo del Sovrintendente Wong. I suoi ultimi ruoli di livello internazionale includono nel 2006 Il velo dipinto e, nel 2008, il film d'azione La mummia - La tomba dell'Imperatore Dragone, nel ruolo di un pericoloso militare zelota.
In un'intervista del 2005, l'attore ha dichiarato che tra la sua prolifica carriera degli anni '80 e '90 figurano alcuni film, tra i quali Raped by an Angel 4: The Raper's Union, con trama povera e che egli non stima molto. Ha tuttavia ammesso che, all'inizio della sua carriera, ha spesso accettato dei ruoli per esclusive ragioni economiche, in modo da riuscire a fornire una vita tranquilla alla madre, alla moglie ed ai suoi due figli.
Nel 2013 veste i panni del maestro di Wing Chun Ip Man in Ip Man - The Final Fight, diretto da Herman Yau.
Oltre al cinema, Anthony è anche presente in televisione come membro regolare del cast della serie TV Kung Fu Soccer. È inoltre il cantante di un gruppo musicale punk rock di Hong Kong.

## Premi
- 1987 - Hong Kong Film Awards, candidatura a Miglior Interprete Esordiente per Kiss Me Goodbye
- 1993 - Hong Kong Film Awards, candidatura a Miglior Attore di Supporto per Love: Now You See It... Now You Don't
- 1994 - Hong Kong Film Awards, Miglior Attore per The Untold Story
- 1994 - Hong Kong Film Awards, candidatura a Miglior Attore di Supporto per Legal Innocence
- 1996 - Hong Kong Film Awards, candidatura a Miglior Attore di Supporto per Young and Dangerous 3
- 1999 - Hong Kong Film Awards, Miglior Attore per Beast Cops
- 1999 - Hong Kong Film Critics Society Awards, Miglior Attore per Beast Cops
- 2000 - Hong Kong Film Awards, candidatura a Miglior Attore per Ordinary Heroes
- 2002 - Golden Horse Awards, Best Supporting Actor per Princess-D
- 2003 - Hong Kong Film Awards, candidatura a Miglior Attore di supporto per Just One Look
- 2003 - Hong Kong Film Awards, candidatura a Miglior Attore di supporto per Princess-D
- 2003 - Hong Kong Film Awards, Miglior Attore di supporto per Infernal Affairs
- 2003 - Golden Horse Awards, Miglior Attore di supporto per Infernal Affairs
- 2003 - Hong Kong Film Critics Society Awards, Miglior Attore di supporto per Infernal Affairs
- 2005 - Golden Horse Awards, Miglior Attore di supporto per Initial D
- 2005 - Asia-Pacific Film Festival, Miglior Attore di supporto per Initial D
- 2006 - Hong Kong Film Awards, Miglior Attore di supporto per Initial D

## Filmografia

### Regista
- New Tenant (1995)
- Top Banana Club (1996)

### Attore
- My Name Ain't Suzie, regia di Angela Chan (1985)
- No Risk, No Gain, regia di Jimmy Heung e Taylor Wong (1990)
- Dancing Bull, regia di Mathew Levin II (1990)
- When Fortune Smiles, regia di Anthony Chen (1990)
- The Big Score, regia di Jing Wong (1990)
- Her Fatal Ways, regia di Alfred Cheung (1990)
- An Eternal Combat, regia di Thomas Yip (1991)
- Casino Raiders II, regia di Johnnie To (1991)
- Erotic Ghost Story II, regia di Lam Ngai Kai (1991)
- Don't Fool Me, regia di Herman Yau (1991)
- Her Fatal Ways 2, regia di Alfred Cheung (1991)
- Fight Back to School, regia di Gordon Chan (1991)
- Angel-Hunter, regia di Sun Chung (1992)
- Hero Of The Beggars, regia di Anthony Chan (1992)
- Now You See Love, Now You Don't, regia di Alex Luo e Mabel Cheung (1992)
- Her Fatal Ways 3, regia di Alfred Cheung (1992)
- Full Contact, regia di Lingo Lam (1992)
- Hard Boiled, regia di John Woo (1992)
- What A Hero!, regia di Benny Chan (1992)
- Fight Back to School II, regia di Gordon Chan (1992)
- The Invincible Constable, regia di Chan Shao Chun (1993)
- The Untold Story, regia di Herman Yau (1993)
- A Moment of Romance II, regia di Benny Chan (1993)
- The Heroic Trio, regia di Johnnie To e Siu-Tung Ching (1993)
- Taxi Hunter, regia di Herman Yau (1993)
- Three Days of a Blind Girl, regia di Chang Wing Chiu (1993)
- Madam City Hunter, regia di Johnnie Kong (1993)
- Love To Kill, regia di Billy Chung e Kirk Wong (1993)
- Executioners, regia di Siu-Tung Ching e Johnnie To (1993)
- Lamb Killer, regia di Ki Yee Chik (1993)
- Master Wong VS Master Wong, regia di Lik-Chi Lee (1993)
- Fight Back to School III, regia di Jing Wong (1993)
- Legal Innocence, regia di Chuen-Yee Cha (1993)
- Daughter of Darkness, regia di Ivan Lai (1993)
- Tigers - The Legend Of Canton, regia di Lik-Chi Lee (1993)
- The Mad Monk, regia di Johnnie To (1993)
- The Underground Banker, regia di Bosco Lam (1994)
- Her Fatal Ways 4, regia di Alfred Cheung (1994)
- Organized Crime & Triad Bureau, regia di Kirk Wong (1994)
- Brother of Darkness, regia di Billy Tang (1994)
- Rock N'Roll Cop, regia di Kirk Wong (1994)
- Bomb Disposal Officer: Baby Bomb, regia di Jamie Luk (1994)
- Awakening, regia di Chuen-Yee Cha (1994)
- Cop Image, regia di Herman Yau (1994)
- A Gleam of Hope, regia di Jeffrey Chiang (1994)
- Now You See Me Now You Don't, regia di Ricky Lau (1994)
- Land of Treasure, regia di Steven Lo (1995)
- Our Neighbour Detective, regia di Chuen-Yee Cha (1995)
- Highway Man, regia di Benny Lau Shui-Hung (1995)
- The Day that Doesn't Exist, regia di Wellson Chin e Danny Ko (1995)
- Another Chinese Cop, regia di Yi-Hung Lam (1996)
- Young and Dangerous, regia di Andrew Lau (1996)
- Young and Dangerous 2, regia di Andrew Lau (1996)
- Young and Dangerous 3, regia di Andrew Lau (1996)
- Ebola Syndrome, regia di Herman Yau (1996)
- Big Bullet, regia di Benny Chan (1996)
- Mongkok Story, regia di Wilson Yip (1996)
- Out of the Blur, regia di Jan Lamb (1996)
- La vendetta della maschera nera (Black Mask), regia di Daniel Lee (1996)
- Viva Erotica, regia di Derek Yee e Chi Leung Lo (1996)
- Clan of Amazons, regia di Chor Yuen (1996)
- Young and Dangerous 4, regia di Andrew Lau (1997)
- Armageddon, regia di Gordon Chan (1997)
- Midnight Zone, regia di Wilson Yip (1997)
- Jail in Burning Island, regia di Chu Yen-Ping (1997)
- Teaching Sucks!, regia di Wilson Yip (1997)
- Option Zero, regia di Dante Lam (1997)
- Beast Cops, regia di Gordon Chan e Dante Lam (1998)
- Young and Dangerous 5, regia di Andrew Lau (1998)
- The Group, regia di Alfred Cheung (1998)
- The Demon's Baby, regia di Kant Leung (1998)
- Rape Trap, regia di Wai-Man Cheng (1998)
- GOD.COM, regia di Ivan Lai (1998)
- Mr. Wai-go, regia di Eric Tsang (1998)
- The Storm Riders, regia di Andrew Lau (1998)
- The Untold Story 2, regia di Ng Yiu Kuen (1998)
- Metade Fumaca, regia di Ham-Hung Yip (1999)
- Heaven of Hope, regia di Sum Tung (1999)
- Deadly Camp, regia di Bowie Lau (1999)
- A Lamb in Despair, regia di Siu-Hung Leung (1999)
- The Legendary 'Tai Fei', regia di Kant Leung (1999)
- Fascination Amour, regia di Herman Yau (1999)
- Raped by an Angel 4: The Raper's Union, regia di Jing Wong (1999)
- Ordinary Heroes, regia di Ann Hui (1999)
- A Man Called Hero, regia di Andrew Lau (1999)
- Erotic Nightmare, regia di Wai-Man Cheng (1999)
- The King of Debt Collecting Agent, regia di Ivan Lai (1999)
- The Mission, regia di Johnnie To (1999)
- Century of the Dragon, regia di Clarence Fok (1999)
- Ungrateful Tink, regia di Francis Nam (1999)
- The Kingdom of Mob, regia di Ivan Lai e Hung Chan (1999)
- Those Were the Days..., regia di Raymond Yip (2000)
- Phantom Call, regia di Sam Ho Shu-Pui (2000)
- Baroness, regia di Tony Liu (2000)
- Violent Cop, regia di Wai-Man Cheng (2000)
- Fist Power, regia di Aman Chang (2000)
- Queenie & King the Lovers, regia di Tony Leung Hung-Wah (2000)
- Evil Fade, regia di Steve Cheng Wai Man (2000)
- Home for a Villain, regia di Chi-Chiu Shing (2000)
- Hong Kong History X, regia di Kenneth Hau Wai Lau (2000)
- When a Man Loves a Woman, regia di Ally Wong (2000)
- Ransom Express, regia di Chi Wai Lam (2000)
- Time and Tide - Controcorrente, regia di Tsui Hark (2000)
- Jiang Hu - The Triad Zone, regia di Dante Lam (2000)
- X-Cop Girls, regia di Bing Chan Cheung (2000)
- Take Top, regia di Hugo Ng (2000)
- Bloody Secret, regia di Alan Chui Chung San (2000)
- Ghost Meets You, regia di Kwok-Kuen Cheung (2000)
- Gen-Y Cops, regia di Benny Chan (2000)
- Story of Prostitutes, regia di Johnnie Kong (2000)
- Return to Dark, regia di Tony Leung Hung-Wah (2000)
- Let It Be, regia di Hugo Ng (2000)
- United We Stand, And Swim, regia di Wilson Yip e Matt Chow Hoi-Kwong (2001)
- Runaway, regia di Dante Lam (2001)
- Thou Shall Not Commit, regia di Kin Tak Chan (2001)
- City of Desire, regia di Raymond Yip (2001)
- The Legend of a Professional, regia di Billy Chan (2001)
- Visible Secret, regia di Ann Hui (2001)
- Visible Secret 2, regia di Abe Kwong (2002)
- Fighting to Survive, regia di Abe Kwong e Dayo Wong (2002)
- U-Man, regia di Cheung Chi-Sing (2002)
- Princess D, regia di Alan Yuan e Sylvia Chang (2002)
- Just One Look, regia di Ham-Hung Yip (2002)
- Infernal Affairs,  regia di Andrew Lau e Alan Mak (2002)
- Golden Chicken, regia di Samson Chiu (2002)
- Cat and Mouse, regia di Gordon Chan (2003)
- Diva Ah Hey, regia di Joe Ma (2003)
- Colour of the Truth, regia di Jing Wong (2003)
- The Twins Effect, regia di Dante Lam e Donnie Yen (2003)
- The Medallion, regia di Gordon Chan (2003)
- Fu bo, regia di Wong Ching-po (2003)
- Infernal Affairs 2, regia di Andrew Lau e Alan Mak (2003)
- Infernal Affairs 3, regia di Andrew Lau e Alan Mak (2003)
- Golden Chicken 2, regia di Samson Chiu (2003)
- Magic Kitchen, regia di Chi-Ngai Lee (2004)
- 20: 30: 40, regia di Sylvia Chang (2004)
- A-1 Headline, regia di Kai Cheung Chung e Gordon Chan (2004)
- Slim Till Dead, regia di Marco Mak (2005)
- House of Fury, regia di Stephen Fung (2005)
- 2 Young, regia di Derek Yee (2005)
- Demoniac Flash, regia di Tony Leung Hung-Wah (2005)
- Initial D, regia di Andrew Lau e Alan Mak (2005)
- Mob Sister, regia di Wong Ching-po (2005)
- All About Love, regia di Daniel Yu e Hung-Lok Lee (2005)
- Eight Heroes, regia di Jing Wong (2006)
- McDull, The Alumni, regia di Samson Chiu (2006)
- Exiled (Fong juk), regia di Johnnie To (2006)
- On the Edge, regia di Herman Yau (2006)
- Il velo dipinto, regia di John Curran (2006)
- Isabella, regia di Pang Ho-Cheung (2006)
- Bullet and Brain, regia di Venus Keung (2007)
- Mr.Cinema, regia di Samson Chiu (2007)
- Secret, regia di Jay Chou (2007)
- Dancing Lion, regia di Marco Mak e Francis Ng (2007)
- Sweet Revenge, regia di David Morrissey (2007)
- Simply Actors, regia di Chah Hing-Ka e Patrick Leung (2007)
- The Sun Also Rises, regia di Jiang Wen (2007)
- The Legend of the Condor Heroes (2008)
- La mummia - La tomba dell'Imperatore Dragone (The Mummy: Tomb of the Dragon Emperor), regia di Rob Cohen (2008)
- True Women for Sale, regia di Herman Yau (2008)
- The Underdog Knight, regia di Ding Sheng (2008)
- Plastic City, regia di Yu Lik-wai (2008)
- Vengeance - Vendicami, regia di Johnnie To (2009)
- Turning Point, regia di Herman Yau (2009)
- I Corrupt All Cops, regia di Jing Wong (2009)
- Dream Home, regia di Pang Ho-Cheung (2010)
- The Legend of Chen Zhen, regia di Andrew Lau (2010)
- Jessica Caught on Tape, regia di Rosa Fong (2010)
- Punished, regia di Law Wing-cheung (2011)
- Ip Man - The Final Fight, regia di Herman Yau (2013)
- Emmanuelle, regia di Audrey Diwan (2024)

### Televisione
- The Final Judgement, regia di Gustavo Fuertes (1989) - film direct-to-video
- In vacanza con i pirati (Jumping Ship), regia di Michael Lange – film TV (2001)
- Fox Volant of the Snowy Mountain - serie TV (2006)

### Doppiatore
- My life as McDull, regia di Toe Yuen (2001)
- McDull, Prince de la Bun, regia di Toe Yuen (2004)
- McDull, Kung Fu Kindergarten, regia di Brian Tse (2009)

## Doppiatori italiani
- Stefano Mondini in Infernal Affairs, Infernal Affairs II, Infernal Affairs III, Initial D
- Giorgio Lopez in Time and Tide - Controcorrente, The Medallion
- Pasquale Anselmo in Exiled, Il velo dipinto
- Mino Caprio in Hard Boiled
- Stefano Billi in La vendetta della maschera nera
- Marco Balbi in The Mission
- Francesco Meoni in In vacanza con i pirati
- Ambrogio Colombo ne La mummia - La tomba dell'Imperatore Dragone
- Angelo Maggi in Vendicami
- Paolo Buglioni in Ip Man - The Final Fight
- Francesco Prando in Hard Boiled (ridoppiaggio)